# Nakayoshi
Nakayoshi (jap. なかよし) – japoński miesięcznik z shōjo-mangą, wydawany od grudnia 1954 nakładem wydawnictwa Kōdansha.

## Wybrane serie
Opracowano na podstawie źródła.
- Ashita no Nadja
- Candy Candy
- Cardcaptor Sakura
- Cardcaptor Sakura: Clear Card
- Czarodziejka z Księżyca
- Czopi i księżniczka
- Ghost Hunt
- Kamichama Karin
- Magic Knight Rayearth
- Maluda
- Takamagahara: Legenda z krainy snów
- Tokyo Mew Mew